# Ловел, Уильям, 7-й барон Ловел
Уильям Ловел (англ. William Lovell; 1397 — 13 июня 1455) — английский аристократ, 7-й барон Ловел из Тичмарша с 1414 года, de jure 4-й барон Холланд с 1423 года, сын Джона Ловела, 6-го барона Ловела, и Элеаноры ла Зуш. После смерти отца унаследовал земли в Нортгемптоншире и Оксфордшире с центрами в Тичмарше и Минстер Ловеле соответственно (1414), а после смерти бабки, Матильды Холланд, 3-й баронессы Холланд, получил земли Холландов в ряде графств (1423). В 1441 году исполнял обязанности мирового судьи, в 1450 году стал констеблем замка Уоллингфорд.
Барон был женат на Элис Дейнкур, дочери Джона Дейнкура, 4-го барона Дейнкура, и Джоан де Грей. В этом браке родились:
- Джон (примерно 1433—1465), 8-й барон Ловел и de-jure 5-й барон Холланд[1][2];
- Уильям (умер в 1476), барон Морли jure uxoris;
- Роберт;
- Уильям[3].

Вдова Уильяма вступила во второй брак — с Ральфом Ботелером, 1-м бароном Садли.